# فلوريد الصوديوم
فلوريد الصوديوم هو مركب كيميائي له الصيغة NaF، يكون على شكل بلورات مكعبة بيضاء.

## الخواص
- انحلالية المركب بالماء ضعيفة بشكل عام، فقط حوالي 4 غ / 100 مل ماء، وتبقى ضعيفة حتى مع رفع درجة الحرارة.
- نتيجة لعملية الحلمهة نحصل على محلول ذو خاصية قلوية ضعيفة (pH المحلول 7.4).
- لا ينحل فلوريد الصوديوم بالإيثانول.

## التحضير
يحضر فلوريد الصوديوم من تفاعل تعديل محلول 40% من حمض هيدروفلوريك HF بهيدروكسيد الصوديوم.
يجب أن يتم التفاعل بمقادير ستوكيومترية، حيث أن الباقي من فلوريد الهيدروجين يؤدي إلى تشكيل ثنائي فلوريد الصوديوم الهيدروجينية NaHF2

## الاستخدامات
- يستخدم في مبيدات الحشرات نتيجة أثره القوي ضد الحشرات.
- يستخدم كمادة تشريب الخشب، وكمادة حافظة لصناعة اللواصق.
- يستخدم كمادة مسيِّلة لمعدن الألمنيوم أثناء تحضيره.
- تستخدم بلورات فلوريد الصوديوم نتيجة شفافيتها تجاه الأشعة فوق البنفسجية UV والأشعة تحت الحمراء IR في أجهزة التحليل الموافقة وذلك في تصنيع المرشحات الضوئية (الفلاتر) والعدسات والمواشير.

## السلامة
فلوريد الصوديوم مثل كل الفلوريدات سام.
الحد الأقصى لنسبته في مياه الشرب 1.5 مغ / ل. 